# Kont Miklós
Raholcai Kont Miklós (? – 1367 április vége) nádor, erdélyi vajda, pohárnokmester, az Újlaki család őse.

## Élete
Tót Lőrinc tárnokmester és szlavón bán
fia volt, testvérei Bertalan és Lökös pohárnokmesterek voltak.
1343-ban udvari lovag, 1345–1351-ig pohárnokmester, 1345–1350-ig barsi ispán, 1347-ben Nagy Lajos király egyik vezető diplomatájaként több itáliai fejedelmi udvarban tárgyalt, majd Lackfi István leváltása után 1350-ben ő vezette a második itáliai hadjáratot. 1349-ben adományul kapta Galgócot, ahol várat építtetett. 1349-ben soproni, varasdi és vasi ispán, 1349–1350-ben nyitrai ispán, 1349–1351-ben pozsonyi ispán. 1351–1352-ben Litvániában tárgyal Nagy Lajos követeként. 1351–1356-ig erdélyi vajda, valamint aradi és szolnoki ispán, 1352-ben brassói ispán. 1356–1367-ig nádor, egyidejűleg bihari, nyitrai, sárosi, soproni, szepesi, trencséni és vasi ispán. 1361-ben Csatkán pálos monostort alapított. 1362-ben IV. Károly német-római császárral tárgyalt Nagy Lajos megbízásából. 1363-ban a boszniai hadjárat egyik vezére.
1364-ben kapta adományul a Valkó megyei Újlakot a hozzá tartozó uradalommal együtt, ami a család szerémségi birtokközpontja, és családjának névadója lett.
1365-ben a bulgáriai hadjárat egyik vezére.

## Családja
Az előkelő Zsámboki Klárával kötött házasságából három gyermeke született, Miklós, Bertalan és Katalin.